# 鲩尾孢虫
鲩尾孢虫（学名：Henneguya ctenopharynodoni）为尾孢科尾孢虫属的动物。在中国，分布于江苏等，营寄生生活，寄生在鲩的鳃。